# 希兰帕里机场
希兰帕里机场是印度尼西亚南苏门答腊省卢布林高的一座机场。
希兰帕里机场于1994年5月7日投入使用，最初使用19座的小型客机运行卢布林高至巨港的航线。由于运营资金限制，机场在2001年到2004年间被关闭，2005年1月再次投入使用。2015年5月底，三佛齐航空的子公司楠航空开始用波音737-500型客机经营卢布林高飞往雅加达的航线，三佛齐航空则与楠航空共享代码。

## 航空公司和目的地
| 航空公司 | 目的地      |
| -------- | ----------- |
| 巴泽航空 | 雅加达-苏哈 |
| 楠航空   | 雅加达-苏哈 |
| 飞翼航空 | 巨港        |